# Snead CG-11
El Snead CG-11 fue un propuesto planeador de transporte estadounidense de la Segunda Guerra Mundial que debía ser construido para el Ejército de los Estados Unidos. No se construyó ninguno y el programa fue cancelado.

## Diseño y desarrollo
El CG-11 era un gran planeador de transporte con un acomodo para 30 soldados. Se ordenaron dos prototipos el 22 de abril de 1942 (números de serie 42-68302/68303), junto con una célula de pruebas estáticas, pero el desarrollo fue cancelado el 9 de junio de 1943 tras la realización de pruebas de túnel de viento con maquetas.

## Especificaciones (CG-11)
Referencia datos: Heyman

### Características generales
- Tripulación: Dos (piloto, copiloto)
- Capacidad: 28 soldados
- Longitud: 10,7 m (35 ft)
- Envergadura: 34,1 m (112 ft)

### Rendimiento
- Velocidad nunca excedida (Vne): 241 km/h (150 MPH; 130 kt)

## Aeronaves relacionadas

### Secuencias de designación
- Secuencia CG-_ (Planeadores de Carga del USAAC/USAAF, 1941-1948): ← CG-8 - CG-9 - CG-10 - CG-11 - CG-12 - CG-13 - CG-14 →